# Cimitero Monumentale della Certosa di Bologna

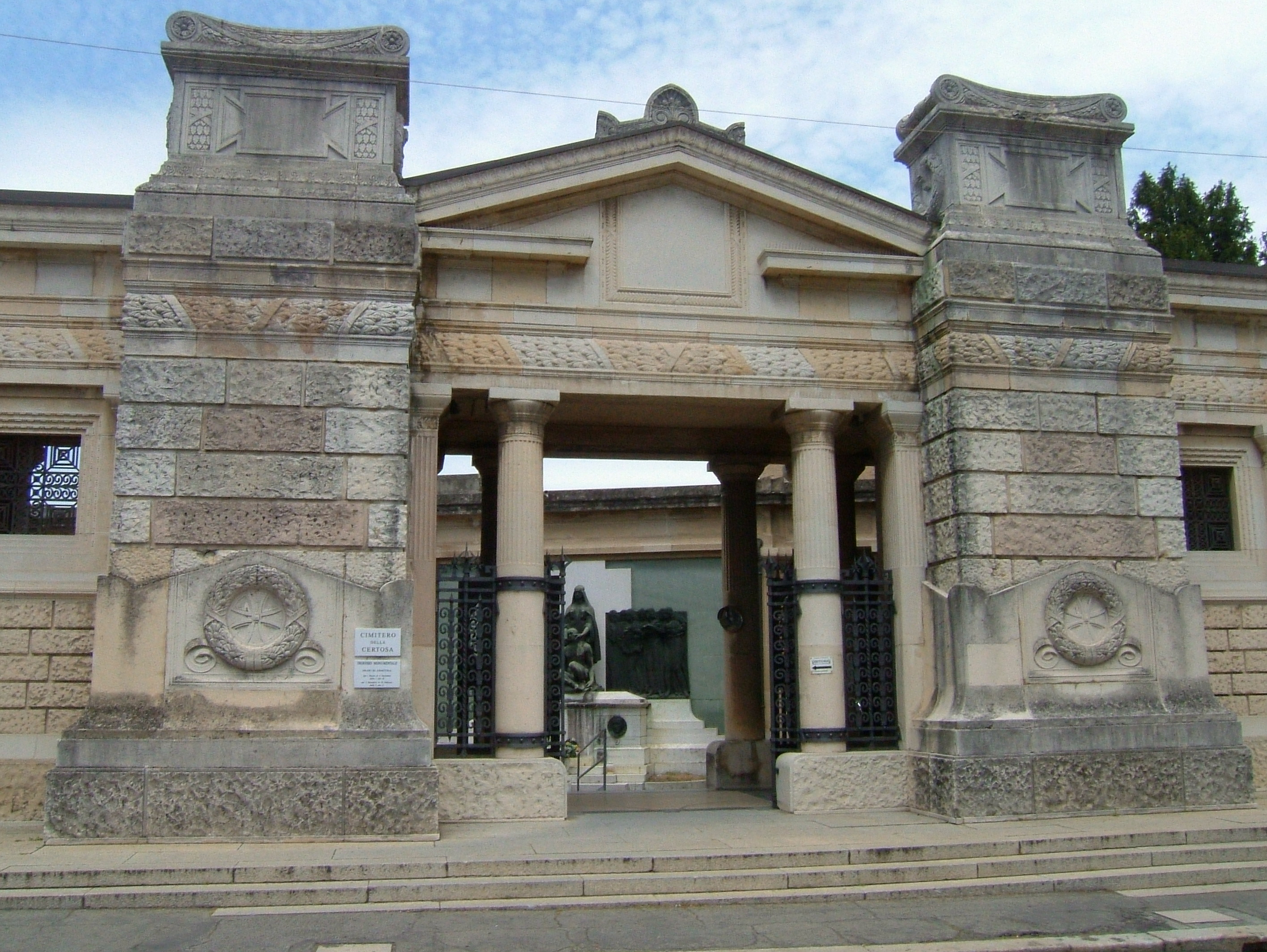
Eingang Entrata Monumentale

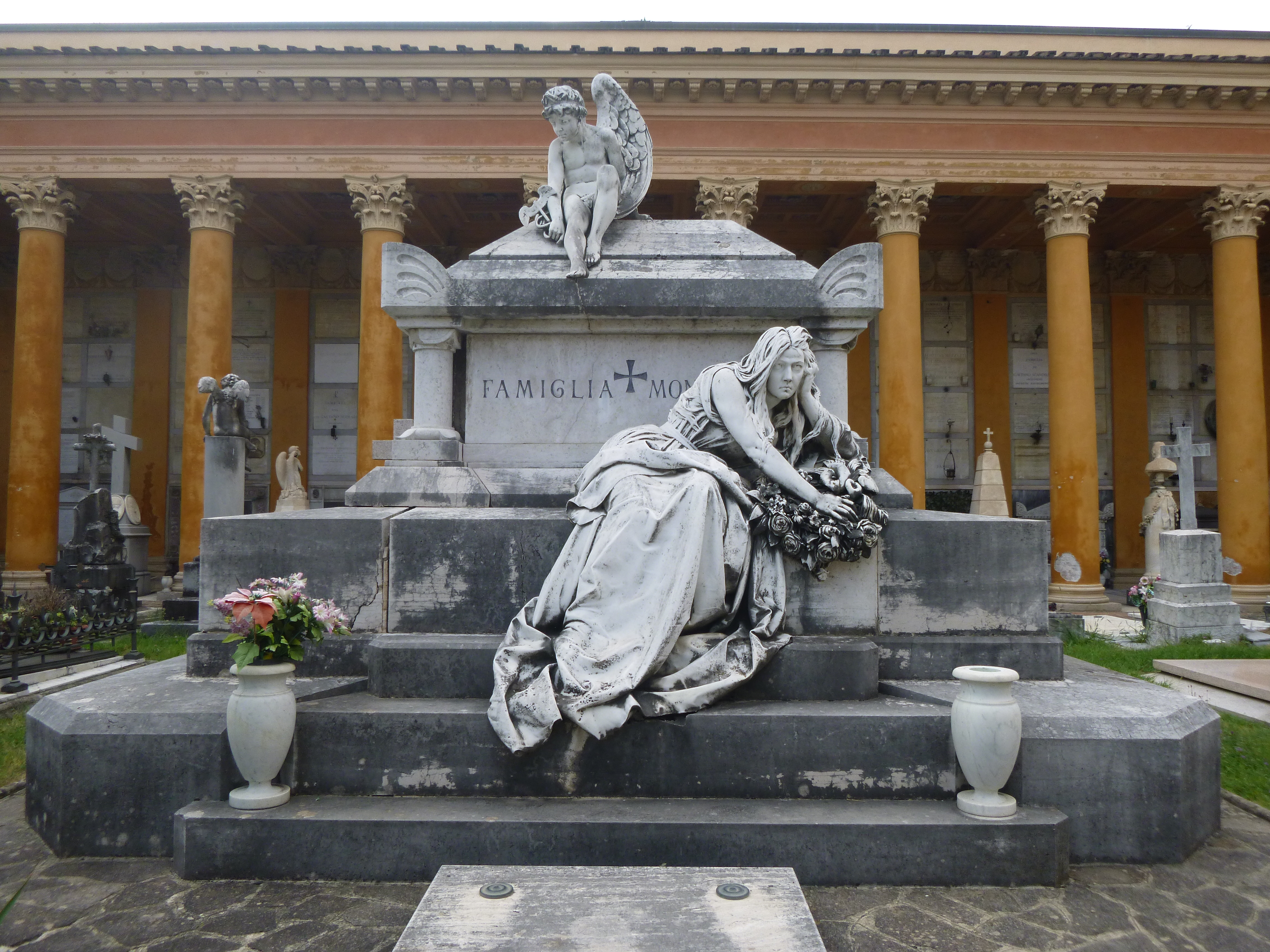
Grablege der Familie Montanari im Chiostro VII von A. Muggia und D. Sarti

Der Cimitero Monumentale della Certosa di Bologna ist der ältere von zwei Friedhöfen in Bologna.  

## Lage und Struktur
Er liegt westlich der einstigen Stadtmauer, in der Nähe des Stadio Renato Dall’Ara, am Fuße der Colle della Guardia, auf denen die Wallfahrtskirche Santuario della Madonna di San Luca steht, und hat eine Fläche von rund 30 Hektar. Südlich des Geländes verläuft der Canale di Reno. Das Gelände umfasst neben dem allgemeinen Friedhof römisch-katholischer Prägung auch den außerhalb der Umfriedung liegenden protestantischen Friedhof, sowie den ebenfalls getrennt liegenden jüdischen Friedhof von Bologna. Muslime, orthodoxe Christen und Bahai haben eigene Grabfelder auf dem Cimitero di Borgo Panigale. Beide Friedhöfe werden von der Bologna Servizi Cimiteriali Srl betrieben, die zu 51 % städtisch ist und zu 49 % SPV Bologna Spa gehört. 
Die Certosa hat vier Zugänge, im Uhrzeigersinn sind dies die Entrata Principale, wo sich die Verwaltung und das Krematorium befinden, die Entrata Monumentale, die Entrata Ghisello und die Entrata Campo 1971. Die Anlage teilt sich in zwei etwa gleich große Hauptbereiche; der mehrfach erweiterte, mehrstöckige und zum Teil unterirdische Nucleo ottocentesco mit seiner labyrinthischen Anlage und die mit Reihen- und Nischengräbern ausgelegten Felder des Campo Nuovo, die zwischen 1942 und 1971 entstanden sind.
Die Certosa enthält eine Vielzahl kunsthistorisch bedeutender Grabstätten. Besonders bekannt sind das Familiengrab Montanari von 1891 und die Cella Magnani des bolognesischen Bildhauers Pasquale Rizzoli von 1904, im Liberty-Stil, der italienischen Form des Jugendstils.
Der Gemeindefriedhof wurde 1801 angelegt, wobei die bestehenden Strukturen der Kartause des San Girolamo di Casara genutzt wurden, die Mitte des 14. Jahrhunderts gegründet und 1797 von Napoleon aufgelöst worden war.

## Tourismus
Die Leidenschaft, die Adelige wie Bürgerliche für die Errichtung von Familiengruften entwickelten, verwandelte die Certosa in ein regelrechtes „Freilichtmuseum“, welches zum Besuchspunkt vieler Italienreisen wurde; zu den Besuchern gehörten Chateaubriand, Byron, Dickens, Mommsen, Stendhal. Neben Führungen werden in der warmen Jahreszeit auch Konzerte veranstaltet. Beim Haupteingang gibt es einen Informationsraum für interessierte Besucher.

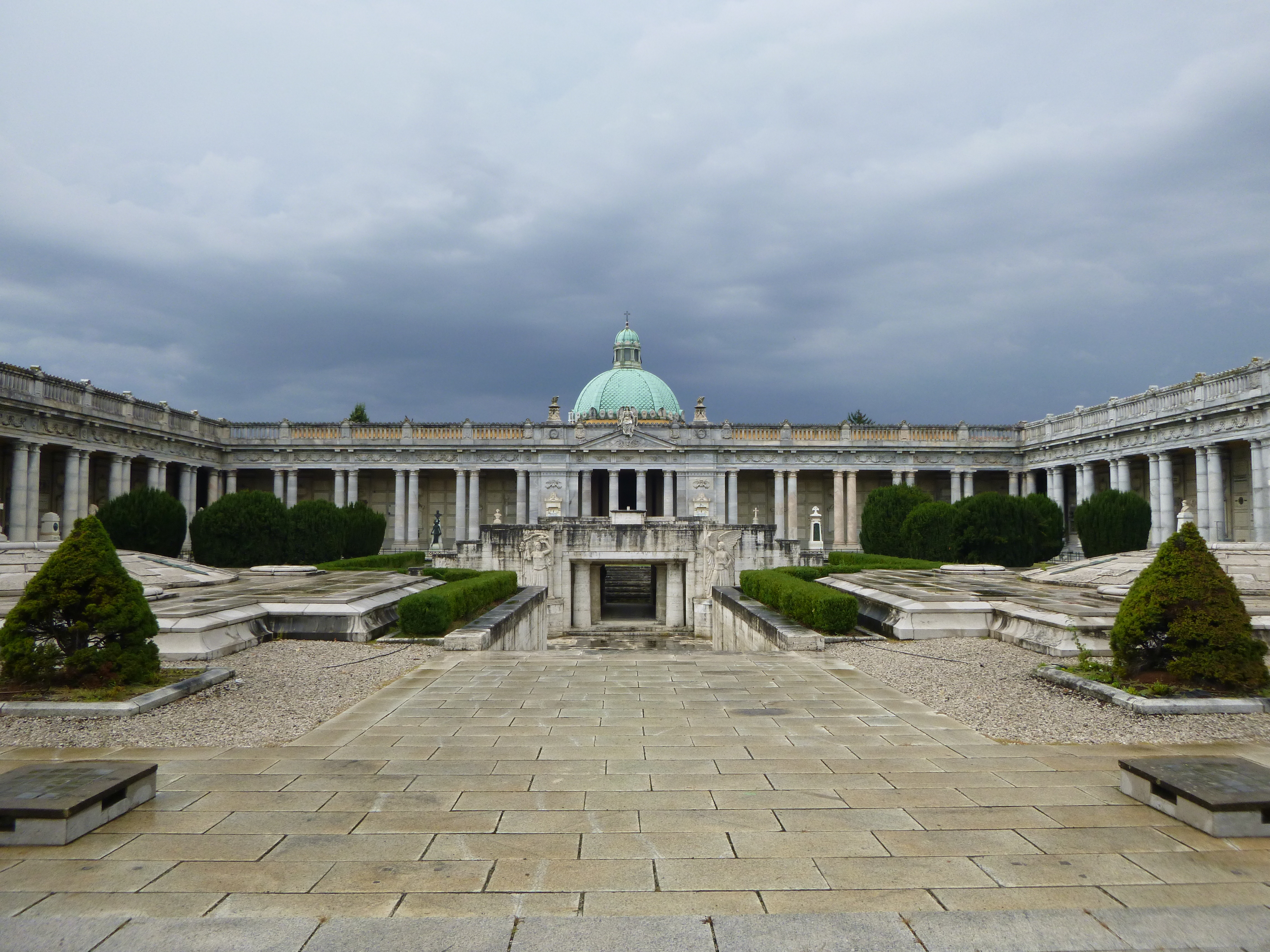
Ehrenhof für Gefallene des Ersten Weltkriegs im Chiostro VI

## Grabstätten bekannter Personen

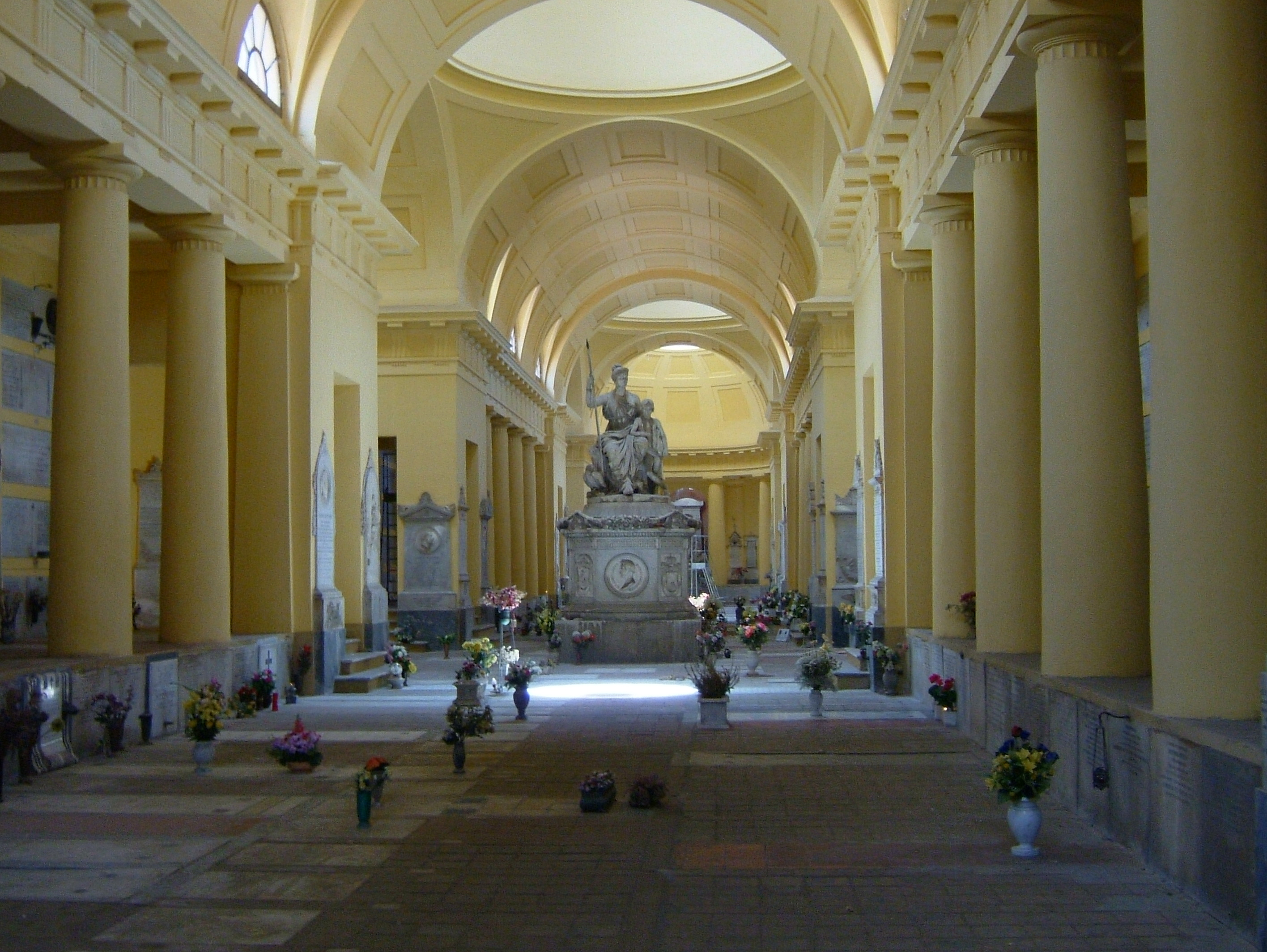
Sala del Colombario

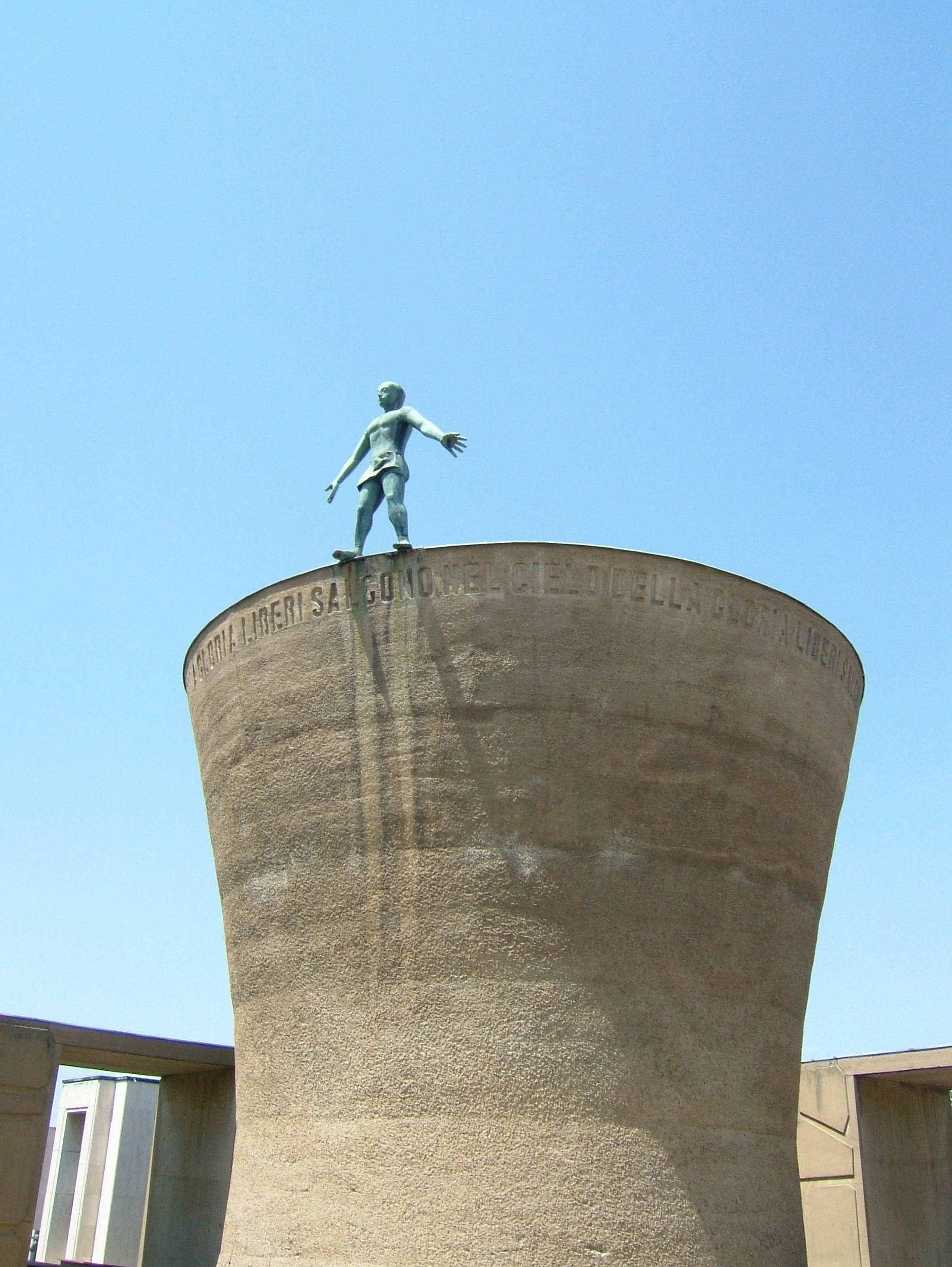
Beinhaus für gefallene Partisanen Monumento Ossario dei caduti Partigiani, Architekt war Piero Bottoni.

Auf dem Friedhof finden sich die Grabstätten zahlreicher Personen, die für die Geschichte Bolognas und Italiens wichtig waren, darunter:
- Adolfo Albertazzi, Schriftsteller
- Cesare Albicini, Jurist und Politiker
- Giuseppe Albini, Philologe und Politiker
- Riccardo Bacchelli, Journalist und Schriftsteller
- Marco Biagi, Jurist
- Adelaide Borghi, Sängerin
- Dino Bovoli, Fußballer
- Edoardo Brizio, Archäologe
- Carlo Broschi genannt Farinelli, Sänger
- Cristina Campo, Lyrikerin und Übersetzerin
- Giovanni Capellini, Geologe und Paläontologe
- Giosuè Carducci, Literaturnobelpreisträger, neben einigen seiner Anhänger
- Giuseppe Ceneri, Politiker
- Isabella Colbran, Gattin von Gioacchino Rossini
- Lucio Dalla, Sänger
- Giuseppe Dozza, Architekt und Politiker
- Pericle Ducati, Automobilpionier
- Severino Ferrari, Dichter und Romanist
- Adolfo Gandino, Komponist
- Giovanni Gandino, Philologe
- Stefano Gobatti, Komponist
- Stefano Golinelli, Komponist und Pianist
- Giuseppe Grabinski, General
- Luigi Heilmann, Linguist
- Alfieri Maserati, Automobilpionier
- Marco Minghetti, Politiker
- Giorgio Morandi, Maler und Grafiker
- Letizia Murat, Tochter von Gioacchino Murat und Carolina Bonaparte
- Enrico Panzacchi, Dichter und Politiker
- Gioacchino Napoleone Pepoli, Politiker
- Olindo Raggi, Motorradrennfahrer
- Ottorino Respighi, Komponist
- Amedeo Ruggeri, Rennfahrer
- Bruno Saetti, Maler
- Antonio Santucci, Astronom
- Alfredo Testoni, Schriftsteller
- Luigi Vannucchi, Schauspieler und Regisseur
- Mariele Ventre, Dirigentin
- Assunta Viscardi, Selige
- Eduardo Weber, Konstrukteur und Unternehmer
- Nicola Zanichelli, Verleger
- Anteo Zamboni, Anarchist

Auf dem protestantischen Friedhof:
- Carlo Maria Viola, Geologe
- August Wilhelm Boesen, Maler[1]